# Il fabbro del villaggio
Il fabbro del villaggio  (The Village Blacksmith) è un film muto del 1922 diretto da John Ford che appare nei titoli con il nome di Jack Ford. Adattato per lo schermo da Paul Sloane, il film si ispirò a The Village Blacksmith, poesia di Henry Wadsworth Longfellow.

## Trama
In un villaggio, Brigham - il signorotto locale - non dimentica l'offesa ricevuta quando la ragazza che amava lo aveva respinto, preferendogli John, il fabbro. Da questo matrimonio erano nati tre bambini: il più piccolo, Johnnie, un giorno viene spinto da Anson, il figlio dello squire, a salire su un albero. Ma il ragazzo cade, rimanendo storpio.
Passano gli anni. Bill, il figlio maggiore di Hammond, si è laureato ed è diventato medico, mentre Alice, la figlia, appena ritornata dal college, intreccia con Anson una relazione malvista dal padre. Bill rimane ferito in un incidente ferroviario e Alice viene accusata di aver rubato del denaro in chiesa. La ragazza, allora, tenta il suicidio. Sarà salvata dal padre e la felicità tornerà finalmente a casa Hammond quando non solo Bill guarirà ma anche Johhnie, sottoposto a un'operazione, ritroverà l'uso delle gambe.

## Produzione
Il 29 maggio 1922, Film Daily riportava la notizia che John Ford, con la troupe, aveva raggiunto Tijuana, in Messico, per girarvi il film che, prodotto dalla Fox Film Corporation, aveva in origine il titolo Kentucky Days. Lo stesso titolo che nel 1923, la Fox avrebbe poi dato a un altro film interpretato da Dustin Farnum.

## Distribuzione
Il copyright del film, richiesto dalla Fox Film Corp., fu registrato il 31 dicembre 1922 con il numero LP19092.
Distribuito dalla Fox Film Corporation, il film uscì nelle sale cinematografiche statunitensi il 1º gennaio 1923 dopo essere stato presentato in prima a New York il 2 novembre 1922. Ebbe una distribuzione internazionale e in Francia uscì il 5 settembre 1924 con il titolo Le Forgeron du village.
La pellicola completa è andata perduta. Ne sopravvive un solo rullo che viene conservato negli archivi dell'UCLA.